# Laurentien Brinkhorst
Laurentien Brinkhorst, Vương tức Hà Lan (nhũ danh Petra Laurentien Brinkhorst, sinh ngày 25 tháng 05 năm 1966  ở Leiden, Hà Lan) là vợ của Vương tử Constantijn của Hà Lan, con trai thứ ba của Nữ vương Beatrix và Vương tế Klaus, Jonkheer van Amsberg.

## Thiếu thời
Petra Laurentien Brinkhorst sinh ra ở Leiden vào ngày 25 tháng 5 năm 1966, con gái của cựu Bộ trưởng Bộ Kinh tế Hà Lan, Laurens Jan Brinkhorst và mẹ của cô là Jantien Brinkhorst-Heringa. Cô có một người anh em. Cô được biết đến bởi tên đệm của mình, Laurentien, là một từ ghép giữa tên của cha và mẹ cô.
Laurentien bắt đầu đi học tiểu học ở Groningen. Gia đình cô sau đó chuyển đến The Hague, nơi cô hoàn thành giáo dục tiểu học của mình. Cô đã trải qua bốn năm tại Christelijk Gymnasium Sorghvliet và một năm tại Eerste Vrijzinnige Christelijk Lyceum, cả ở The Hague. Năm 1984, cô đã vượt qua một kỳ thi tú tài tại français Lycée ở Tokyo. Lúc đó cha cô là đặc phái viên thường trực của Liên minh châu Âu tại Nhật Bản.
Laurentien theo học lịch sử tại Đại học Groningen, nơi cô nhận được propaedeuse năm 1986. Sau này, cô học tại Đại học London, cô đã được nhận bằng Cử nhân khoa học chính trị vào năm 1989 và sau đó tại trường Đại học California, Berkeley, nơi bà được nhận bằng thạc sĩ Báo chí (MJ) trong năm 1991.